# Waldemar Klingelhöfer
Waldemar Klingelhöfer (4 avril 1900 - vers 1980) est un SS-Sturmbannführer et commandant d'un Sonderkommando (unité des Einsatzgruppen) pendant la Seconde Guerre mondiale. Il fut reconnu coupable de crimes de guerre lors du procès des Einsatzgruppen en 1948.

## Jeunesse
Né à Moscou le 4 avril 1900, Klingelhöfer suit ses études à Cassel où la famille s’est établie. Son père, d'origine allemande, dirige un cabinet funéraire. Entre juin et décembre 1918, il participe à la Première Guerre mondiale dans une compagnie de pionniers de l'armée allemande puis dans les années 1920, adhère au Sturmabteilung Roßbach (de), un Freikorps dirigé par Gerhard Rossbach. Il termine des études musicales et devient chanteur d’opéra.

## Carrière dans le parti Nazi
En juin 1930 il s’inscrit au parti nazi et en février 1933 dans la SS. En 1937, il travaille au département de la culture du SD de Cassel. 
Le 22 juin 1941, il prend le commandement du Vorkommando Moskau, unité mobile de tuerie dépendant de l’Einsatzgruppe B. Il y succède à Franz Six et y reste jusqu'au 26 octobre 1941. À cette date, son commando a exécuté au moins 2 457 personnes. Dirigeant mais aussi exécuteur, Klingelhöfer mitrailla notamment 30 Juifs qui avaient quitté un ghetto sans autorisation.
De décembre 1941 à décembre 1943, il travaille au quartier général de l’Einsatzgruppe B. De retour dans le Reich, il est affecté à l’Office VI de l’Office central de la Sécurité du Reich (Reichssicherheitshauptamt) dans la ville de Fulda.

## Procès et condamnation
Capturé à la fin de la guerre, il est jugé pour crimes de guerre au procès des Einsatzgruppen à Nuremberg et condamné à mort le 10 avril 1948, par un tribunal militaire américain. Sa peine est commuée en prison à perpétuité par la Commission de clémence et il est libéré en 1956. Il travaille ensuite à Villingen comme employé et décède vers 1980.